# Ryan O'Reilly
Ryan O'Reilly (Clinton, 7 febbraio 1991) è un hockeista su ghiaccio canadese che gioca come attaccante nella National Hockey League con la maglia dei St. Louis Blues.

## Carriera

### Giovanili
Ryan approdò al mondo dell'hockey giovanile con la maglia degli Erie Otters, nella Ontario Hockey League, dopo aver ricevuto il Jack Ferguson Award come prima scelta assoluta al draft 2007 dell'OHL. Nella sua stagione da rookie, nel 2007-08, O'Reilly raccolse 52 punti in 61 partite, guadagnandosi il titolo di Rookie dell'anno degli Otters e la nomination al Bobby Smith Trophy. L'anno successivo Ryan migliorò le sue statistiche concludendo l'anno con 50 assist e 66 punti in 68 partite, iniziando ad attirare l'attenzione degli scout della National Hockey League.

### Professionista
O'Reilly fu scelto al secondo giro in 33ª posizione assoluta nell'NHL Entry Draft del 2009 dai Colorado Avalanche. Ryan guadagnò il suo primo punto in NHL all'esordio il 1º ottobre 2009 contro i San Jose Sharks. La prima rete in NHL arrivò il 15 ottobre contro Carey Price, portiere dei Montreal Canadiens. Quattro giorni più tardi gli Avalanche annunciarono che i debuttanti O'Reilly e Matt Duchene avrebbero trascorso l'intera stagione con la prima squadra, grazie alle loro prestazioni positive.
In occasione dell'incontro con i Columbus Blue Jackets, il 2 febbraio 2010, diventò il primo giocatore della storia degli Avalanche a segnare due reti in inferiorità numerica nella stessa partita. Ryan concluse la sua prima stagione in NHL con 26 punti, frutto di 8 gol e 18 assist, per poi fare l'esordio nei playoff con il successo per 2-1 contro San Jose Sharks in Gara-1 nei quarti di finale della Western Conference. Il 18 aprile mise a segno la sua prima rete nei playoff, la rete decisiva all'overtime nel successo di Colorado per 1-0 sempre contro San Jose.
Nella stagione 2011-12 O'Reilly raddoppiò i punti ottenuti; concluse la stagione con 18 reti e 55 punti totali, risultando il capocannoniere della squadra. Il 7 dicembre 2012 durante il lockout della NHL firmò un contratto biennale con la formazione della KHL del Metallurg Magnitogorsk, la stessa formazione in cui dall'inizio della stagione 2012-13 militava il fratello Cal. Nonostante la fine del lockout O'Reilly rimase ancora alcuni giorni in Russia, totalizzando 12 presenze con il Metallurg. Il 28 febbraio O'Reilly accettò un accordo biennale con i Calgary Flames, tuttavia in quanto RFA O'Reilly rimase con gli Avalanche dopo che Colorado pareggiò l'offerta poche ore più tardi. Al termine della stagione 2013-14 vinse il Lady Byng Memorial Trophy per la sua correttezza sul ghiaccio, totalizzando una sola penalità in 80 partite giocate.
Nella stagione 2015-16 si trasferì ai Buffalo Sabres firmando un contratto fino al 2023 e conquistò subito un posto in occasione dell'NHL All-Star Game.

### Nazionale
O'Reilly fece il suo esordio in campo internazionale in occasione del World U-17 Hockey Challenge del 2008, in veste di capitano della selezione dell'Ontario. A soli 17 anni di età O'Reilly fu selezionato dal Team Canada per disputare il torneo amichevole giovanile "Ivan Hlinka Memorial Tournament" in Slovacchia. Grazie anche ai suoi 5 punti in 4 partite fu eletto MVP nella finale contro i pari età della Russia, e portò il Canada alla vittoria del torneo per la quarta volta in cinque anni.
L'anno successivo Ryan fu scelto come capitano del Team Canada in vista del Campionato mondiale di hockey su ghiaccio Under-18 2009. In 6 partite collezionò 5 punti, giungendo al quarto posto finale dopo aver perso la finale per il terzo posto contro la Finlandia. Il debutto con la nazionale maggiore avvenne nel Campionato mondiale del 2012, dove in 7 incontri segnò 2 reti e fornì 2 assist.

## Palmarès

### Nazionale
- Campionato mondiale di hockey su ghiaccio: 2

Rep. Ceca 2015, Russia 2016
- World U-17 Hockey Challenge: 1

Canada Ontario: 2008

### Individuale
- Lady Byng Memorial Trophy: 1

2013-2014
- NHL All-Star Game: 1

2016
- CHL Top Prospects Game: 1

2008-2009
- Top 3 Player on Team Campionato mondiale U-18: 1

Stati Uniti 2009